# Jason A. Rodriguez
Jason A. Rodriguez, también conocido como Slim Xtravaganza, es un actor, coreógrafo, icono de la cultura ball, bailarín y profesor de voguing y miembro de la House of Xtravaganza dominicano-estadounidense, conocido principalmente por su papel como Lemar Wintour en Pose.

## Biografía
Rodriguez nació y creció en Washington Heights, en la ciudad de Nueva York. Durante su infancia iba todos los años a República Dominicana, lo que le hizo sentirse muy conectado con su cultura. Cuando era un niño, era bastante antisocial y tuvo problemas para conectar con otras personas.

## Filmografía
- The Deuce (2019), como Enrico.
- Pose: Identity, Family, Community (2018-2019, 6 episodios), como él mismo.
- Pose-a-Thon for Pride (2020), como él mismo.
- Pose (2018-2021, 18 episodios), como Lemar.[5][6]
- Measure of Revenge (2021).[7]